# Caimito (Panama)
Caimito è un comune (corregimiento) della Repubblica di Panama situato nel distretto di Capira, provincia di Panama. Si estende su una superficie di 43,8 km² e conta una popolazione di 1.635 abitanti (censimento 2010).